# Salix fedtschenkoi
Salix fedtschenkoi är en videväxtart som beskrevs av Görz. Salix fedtschenkoi ingår i släktet viden, och familjen videväxter. Inga underarter finns listade i Catalogue of Life.